# Michel Narcy
Pour les articles homonymes, voir Narcy.
Michel Narcy, né le 30 janvier 1942, est un philosophe et historien de la philosophie français.

## Biographie et œuvre
Agrégé de philosophie en 1965 et docteur de troisième cycle en 1982, Michel Narcy occupe plusieurs postes dans l'enseignement secondaire avant d'entrer au CNRS en 1983. En 1994, il obtient l'habilitation à diriger des recherches et devient directeur de recherche (émérite de 2009 à 2019).
De 1999 à 2002, il a dirigé l'unité de recherche du CNRS « Histoire des doctrines de l'Antiquité tardive et du Haut Moyen Âge », devenue depuis le « Centre Jean Pépin. »  
Ses travaux ont surtout porté sur les sophistes, Platon et le néoplatonisme, et Aristote. Il est également spécialiste de l'œuvre de Simone Weil ; il a notamment participé à l'édition de ses Œuvres Complètes (Gallimard).
Sa thèse, publiée chez Vrin, s'intitule Le Philosophe et son double. Un commentaire de l'Euthydème de Platon (2e éd. : 2015). Parmi ses autres publications, on compte également en 1989 La Décision du sens. Le livre Gamma de la Métaphysique d'Aristote. Introduction, texte, traduction et commentaire (en collaboration avec Barbara Cassin), la traduction du Théétète de Platon (2e éd. : 2016), et un grand nombre d'articles. En tant qu'éditeur, il a publié avec Pierre Aubenque des Études sur le Sophiste de Platon (Naples, Bibliopolis, 1991) ; avec Alonso Tordesillas, La Métaphysique d’Aristote : perspectives contemporaines. (Paris-Bruxelles, Vrin-Éditions Ousia, 2005), et Xénophon et Socrate (Paris, Vrin, 2008).
Jusqu'en 2019, il a codirigé la revue Philosophie antique, qu'il avait fondée avec André Laks en 2001.